# 白い砂
『白い砂』（しろいすな、Heaven Knows, Mr. Allison）は、1957年に公開されたアメリカ合衆国の映画。チャールズ・ショウによる小説を基にした作品で、第二次世界大戦中に日本軍が迫る南太平洋上の孤島で暮らすこととなったアメリカ海兵隊隊員と修道女を描く。監督はジョン・ヒューストン。主演はデボラ・カーとロバート・ミッチャム。
日本では劇場公開後、『孤島の戦場』の題でテレビ放映された（初放送は1971年3月20日、NETテレビの「土曜映画劇場」枠）。

## キャスト
※括弧内は日本語吹替（テレビ版）
- シスター・アンジェラ：デボラ・カー（水城蘭子）
- アリソン伍長：ロバート・ミッチャム（浦野光）

## スタッフ
- 監督：ジョン・ヒューストン
- 製作：バディ・アドラー、ユージン・フレンケ（英語版）
- 原作：チャールズ・ショウ（英語版）
- 脚本：ジョン・ヒューストン、ジョン・リー・メイヒン（英語版）
- 撮影：オズワルド・モリス
- 音楽：ジョルジュ・オーリック